# الالة غوراب (مقاطعة فومن)
الآلة غوراب (بالفارسية: الاله گوراب) هي قرية تقع في غيلان في إيران. يقدر عدد سكانها بـ 469 نسمة بحسب إحصاء 2016.